# Diplazon quadricinctus
Diplazon quadricinctus är en stekelart som först beskrevs av Franz Paula von Schrank 1785.  Diplazon quadricinctus ingår i släktet Diplazon och familjen brokparasitsteklar. Inga underarter finns listade i Catalogue of Life.